# Emil Kaibel
Emil Kaibel (1811 – 12. November 1863 in Ilmenau) war ein Theaterschauspieler.

## Leben
Kaibel wirkte von 1845 bis 1856 am Hoftheater Kassel und anschließend bis zu seinem Tod am Hoftheater Weimar. Seine beliebtesten Rollen waren „Mephisto“, „Franz Moor“, „Caliban“, „Vetter“, „Narciß“ etc. Er unterrichtete zudem die Schauspielerin Louisabeth Roeckel.